# Knjižnica Pravne fakultete Univerze v Mariboru
Knjižnica Pravne fakultete Univerze v Mariboru je visokošolska knjižnica odprtega tipa. Je del knjižničnega informacijskega sistema Univerze v Mariboru (KISUM), ki je sestavljen iz desetih fakultetnih knjižnic in Univerzitetne knjižnice Maribor.

## Gradivo
Knjižnična zbirka obsega monografske publikacije, to je v večini strokovna in znanstvena literatura s področja prava. Naročenih imajo več kot sto naslovov serijskih publikacij, nekaj gradiva pa sestavlja tudi neknjižno gradivo. V knjižni fond spada učna zbirka, sestavljena iz referenčne zbirke, kot so priročniki, enciklopedije, slovarji ter učbeniki. Gradiva, ki sodi med temeljno študijsko literaturo za posamezen predmet, je v zalogi knjižnice po pet enot. Tri izvode publikacij pa zajema dodatna študijska literatura. Učbenikov, ki so nastali s strani profesorjev in asistentov je v zbirki na voljo po deset izvodov. Večina gradiva je v prostem pristopu in je postavljeno po sistemu UDK, izjema so več kot štiri leta stara diplomska dela ter starejši letniki revij. Ti so shranjeni v skladišču knjižnice. Celoten knjižnični fond je računalniško obdelan ter vnesen v lokalni in vzajemni računalniški katalog COBISS. Uporabnikom knjižnica nudi tudi brezplačni dostop do posameznih eletronskih baz, kjer se nahajajo polna besedila člankov in knjig. Za nekatere baze je potrebno osebno geslo, ki ga pridobijo v knjižnici in velja za vse knjižnice članice Univerze v Mariboru, druge pa so prosto dostopne.
Knjižnični prostori se nahajajo  v pritličju in kleti fakultete, v letu 2006 pa so bili vsi  v celoti obnovljeni.